# Parafia Najświętszej Maryi Panny Królowej Świata w Pawęzowie
Parafia Najświętszej Maryi Panny Królowej Świata w Pawęzowie – parafia rzymskokatolicka, znajdująca się w diecezji tarnowskiej, w dekanacie Tarnów Północ.